# Xanthia inconspicua
Xanthia inconspicua är en fjärilsart som beskrevs av George Thomas Bethune-Baker 1906. Xanthia inconspicua ingår i släktet Xanthia och familjen nattflyn. Inga underarter finns listade i Catalogue of Life.